# Nuffield Guppy
Der Nuffield Guppy war ein kleines Militärfahrzeug, das von Sir Alec Issigonis entworfen wurde, während er, in den frühen 1940er Jahren, für die Nuffield Organisation arbeitete.
Das Fahrzeug sollte per Fallschirm abgeworfen werden können, und die  Fallschirmjägertruppen dabei unterstützen, bei Schrittgeschwindigkeit Lasten bis zu 227 kg zu transportieren. Außerdem sollte es schwimmfähig sein. Das Fahrzeug sah ähnlich aus wie der DUKW war aber nur zirka 2,4 m lang. Es hatte große Ballonreifen und einen Außenbordmotor am Heck. Es konnte eine Person mit Ausrüstung transportieren oder als motorisierte Schubkarre verwendet werden, bei der der Bediener nebenher ging.